# Ferrovia Turkestan-Siberia

Mappa della ferrovia Turkestan-Siberia

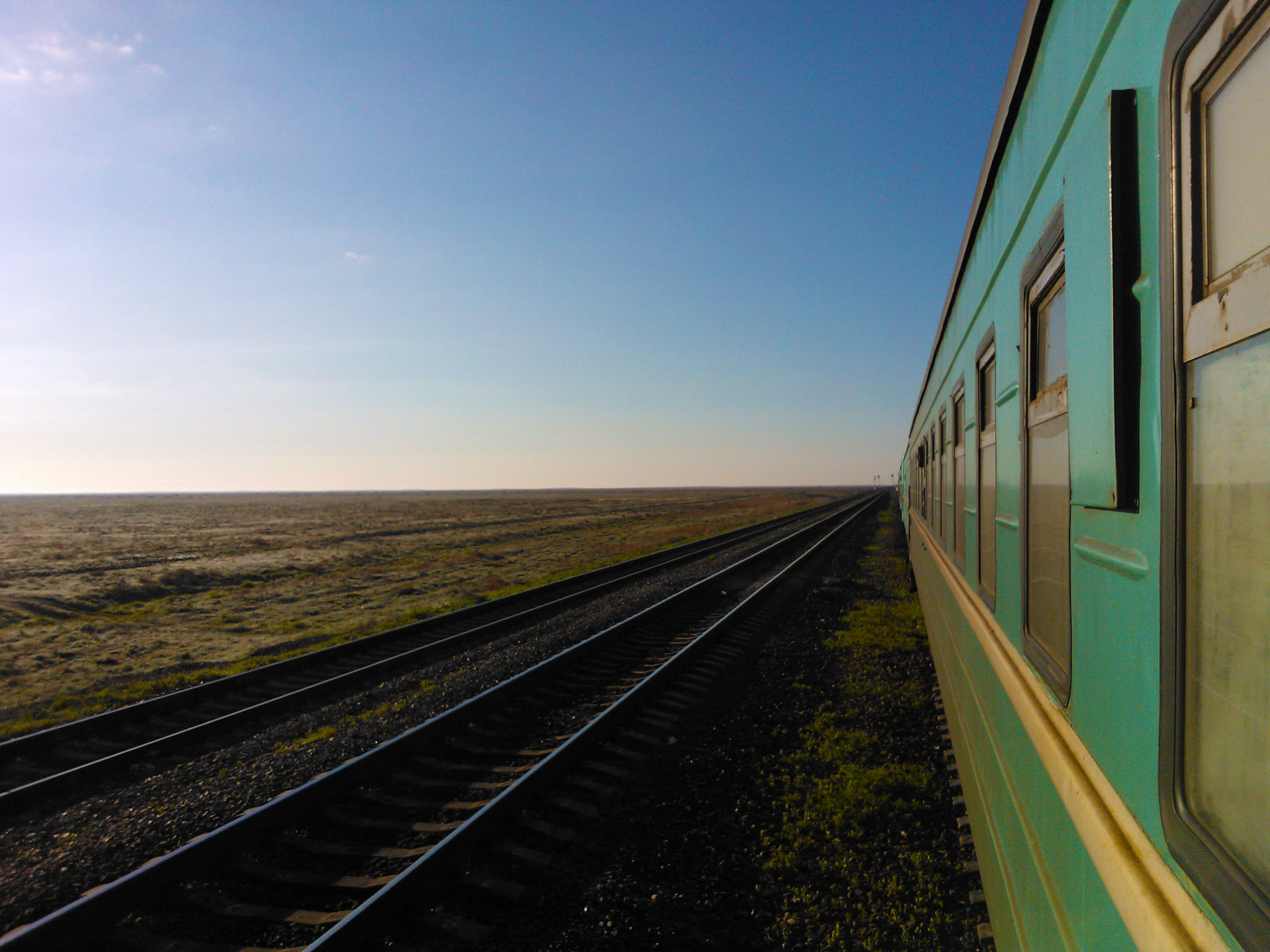
Ferrovia Turkestan-Siberia nella steppa meridionale del Kazakistan.

La ferrovia Turkestan-Siberia (o ferrovia turkestano-siberiana, comunemente abbreviata in Turk-Sib, in kazako Түрксіб?; in russo Турксиб?) è una ferrovia a scartamento largo (1,520 mm) che collega l'Asia centrale alla Siberia. Inizia a nord di Tashkent, in Uzbekistan ad Arys, dove si dirama dalla ferrovia Trans-Aral. Si dirige all'incirca verso nord-est attraverso Şımkent, Taraz, Biškek (su uno sperone) fino all'ex capitale kazaka di Almaty. Da lì gira a nord verso Semej prima di attraversare il confine russo. Attraversa Barnaul prima di terminare a Novosibirsk, dove incontra la sezione della ferrovia Transiberiana della Siberia occidentale. La gran parte dei lavori di costruzione fu intrapresa tra il 1926 e il 1931.

## Storia della costruzione
L'idea di una ferrovia tra la Siberia e il Turkestan russo andò in voga già nel 1886, ma fu soppiantata da quella di una linea più praticabile tra Tashkent e Orenburg, negli Urali. Il 15 ottobre 1896 la duma cittadina di Verny istituì una commissione per esaminare la fattibilità della costruzione di una ferrovia Turkestan-Siberia. Si prevedeva che la linea avrebbe facilitato il trasporto del cotone dal Turkestan alla Siberia e del grano siberiano a buon mercato dalla Russia alla valle di Fergana. Un ramo orientale avrebbe rafforzato la presenza militare ed economica della Russia sul confine cinese.
Nel 1906 il governo imperiale russo decise di finanziare la costruzione della prima sezione, tra Barnaul e Arys. Un gruppo di ingegneri russi effettuò un'indagine dettagliata della steppa e delle regioni semidesertiche che sarebbero state attraversate dalla ferrovia. Il 21 ottobre 1915 la sezione settentrionale fu avviato la linea tra Novosibirsk e Semipalatinsk nota come ferrovia Altai. La costruzione della sezione mancante Arys– Pishpek - Tokmak, ufficialmente nota come ferrovia Semipalatinsk, fu affidata a un consorzio ferroviario privato gestito dalla Russia e finanziato dalla Francia. La prima guerra mondiale pose fine a questo progetto.
Dopo la rivoluzione bolscevica i lavori di costruzione furono sospesi per un decennio e il percorso di 140 chilometri (87 mi) di lunghezza della linea Semipalatinsk-Ayaguz, costruita nel 1918-1919 dai russi bianchi su iniziativa dell'ammiraglio Kolchak, fu demolita senza un motivo apparente. I restanti 1 442 chilometri (896 mi) della ferrovia furono costruiti con grande clamore come parte del primo piano quinquennale tra il 1928 e il 1932.
Il 10 maggio 1929 fu finalmente stabilito un regolare servizio passeggeri tra Semipalatinsk e Ayaguz. Il Turksib fu completato il 21 aprile 1930. La locomotiva che aprì la strada al percorso da Tashkent a Semipalatinsk (Э-1441 , rus) divenne in seguito una parte di un memoriale ad Almaty.
Viktor Aleksandrovič Turin diresse un film documentario del 1929 sulla costruzione della ferrovia che portava anche il nome Turksib.

## Connessioni ferroviarie
Alcuni dopo il completamento del Turksib, la città di Shu venne raggiunta dalla principale linea nord-sud del Kazakistan, servendo le città di Karaganda, Nur-Sultan e Petropavlovsk, su una delle principali rotte transiberiane.
Nel 1990, la stazione di Aktogay, all'incirca a metà strada tra Almaty e Semipalatinsk, divenne un nodo importante. Da lì le linee ferroviarie corrono verso est, collegandosi a Dostyk con la linea ferroviaria cinese di Lanxin (verso Urumqi, Lanzhou e la Cina centrale) e a ovest, a Balqaš e Karaganda.